# Asteroide binario

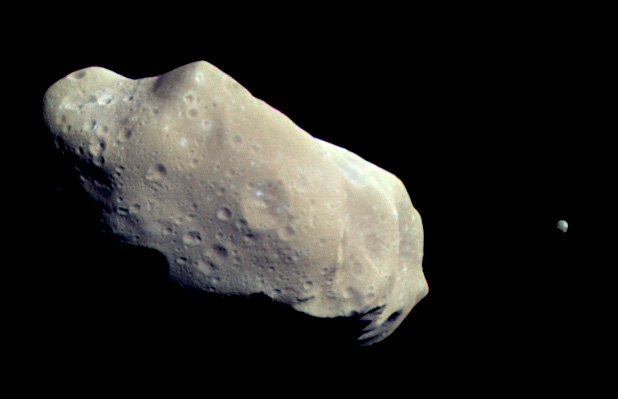
Imagen del asteroide binario Ida hecha por la sonda Galileo.

Un asteroide binario es un sistema de dos asteroides que orbitan en torno de un centro de masas común, de forma análoga a lo que ocurre en una estrella binaria.
Ida fue el primer asteroide binario en ser identificado, cuando la sonda espacial Galileo sobrevoló el asteroide en 1993. Desde entonces, se han descubierto numerosos asteroides binarios.
Cuando los asteroides que componen el sistema binario poseen tamaños similares, se les denomina compañeros binarios, o asteroides dobles, como por ejemplo Antíope. También existen asteroides binarios con pequeños satélites, tales como Calíope, Camila, Electra, Ida, Emma y Huenna.